# Jasnohorodka
Jasnohorodka (ukr. Ясногородка) – wieś na Ukrainie, w rejonie fastowskim obwodu kijowskiego.
5 marca 2022 podczas rosyjskiej inwazji w miejscowości zastrzelono pięć osób.